# Лунная походка (автобиография)
«Лу́нная похо́дка» (англ. Moonwalk) — автобиографическая книга Майкла Джексона, опубликованная в 1988 году издательством «Doubleday».
Была написана по настоянию хорошего друга Майкла Джексона Жаклин Кеннеди.
В США книга стала бестселлером, заняв первое место в списках самых продаваемых книг The Times и The Los Angeles Times. В течение нескольких месяцев книга была распродана тиражом в 450000 экземпляров.

## Содержание
Автобиография содержит подробный рассказ о жизни автора с детства и вплоть до 1988 года. В книге описаны и первые успехи группы «The Jackson 5», в которой Майкл Джексон был солистом; рассказывается о том, как записывались знаменитые альбомы «Off The Wall», «Thriller» и «Bad».
Состоит из шести глав:
1. Просто дети с мечтой
2. Земля обетованная
3. Танцующая машина
4. Я и Кью
5. Лунная походка
6. Тебе нужна только любовь

Содержит цветные и чёрно-белые фотографии.

## Цитаты
«Поскольку вся моя жизнь была связана с шоу-бизнесом и карьерой, мне приходилось в юности всё время вести упорную борьбу, но не со студиями звукозаписи и не в связи с выступлениями на сцене. В те времена наиболее серьёзные схватки происходили перед зеркалом. Дело в том, что мой успех в значительной степени зависел от того, каким я предстану перед публикой» (глава 2).

«Часто людям кажется, что слова, которые ты поёшь, имеют какое-то личное для тебя значение. Зачастую это не так. Важно достучаться до сердец людей, затронуть их души. Кто-то добивается этого при помощи мозаики музыки, аранжировки мелодий и слов, иногда через смысл текстовки. Меня часто спрашивали о песне «Мускулы», написанной и спродюсированной для Дайаны Росс. Песня воплощала мечту всей жизни: оказать небольшую любезность в ответ на то многое, что она сделала для меня. Я всегда любил и глубоко уважал Дайану. Кроме того, моего змея зовут Мускул» (глава 5).

## Реакция на книгу
Газета New York Times в номере от 18 апреля 1988 года опубликовала рецензию на книгу Майкла Джексона, указав, что книга выходит не только в США и Великобритании, но и в Японии, Швеции, Нидерландах, Германии, Франции и Италии.